# Relations entre la Belgique et la république démocratique du Congo
Les relations entre la Belgique et la république démocratique du Congo sont les relations extérieures bilatérales entre la Belgique et la république démocratique du Congo, aussi appelée RDC ou Congo-Kinshasa.

## Histoire

### Deuxième guerre du Congo
Le ministre des Affaires étrangères belge d'alors, Louis Michel a déclaré, le 5 février 2002, en présence de François Lumumba (fils aîné de Patrice Lumumba), que « certains membres du gouvernement et certains acteurs belges [en 1961] portent une part irréfutable de responsabilité dans les évènements ayant conduit à la mort de Patrice Lumumba » et a présenté les excuses et regrets de la Belgique. Cette déclaration fait suite au rapport de la commission Lumumba, créée en 2000 par la Chambre des représentants belge, reconnaissant la responsabilité morale de l’État belge dans l'assassinat de l'ancien Premier ministre congolais,
Le gouvernement belge a également contribué à mettre sur pied un processus de paix en république démocratique du Congo qui a finalement mis fin à la deuxième guerre du Congo en juin 2003 en instaurant un gouvernement de transition (2003-2006).
En 2004, un accord de coopération militaire entre la Belgique et la RDC est conclu.

### Tensions diplomatiques de 2008-2011
En 2008, Karel De Gucht, alors ministre des Affaires étrangères belge, a dénoncé la « corruption des élites congolaises ». Il aurait ainsi déclaré, en mai 2008, alors qu'il faisait une visite en Chine, que « la Belgique avait un pouvoir moral sur la RDC » ce qui lui conférait un « droit de regard » dans les affaires intérieures de RDC. Le président congolais Joseph Kabila était alors favorable à une rupture diplomatique entre les deux pays. Le gouvernement, mené par le Premier ministre Antoine Gizenga, ne choisit toutefois pas la rupture totale des relations mais rappela l'ambassadeur congolais d'alors, M. Mutamba et a demandé, par la voie du ministre des Affaires étrangères congolais Antipas Mbusa Nyamwisi, la fermeture des deux consulats belges de Lubumbashi et de Bukavu.
En 2009, De Grucht, déclaré persona non grata en RDC, est parti travailler à la Commission européenne dans les services de l'aide humanitaire et au développement et fut remplacé par Yves Leterme, ce qui permit un apaisement des relations diplomatiques belgo-congolaises.

### Tensions diplomatiques de 2016 et 2018
À partir de 2016, les relations entre la Belgique et la RDC se détériorent à nouveau.
En effet, en octobre 2016, le ministre belge des Affaires étrangères, Didier Reynders, a indiqué que la Belgique limiterait à six mois la durée des visas des officiels congolais détenteurs d'un passeports diplomatiques à la suite des évolutions politiques en RDC. Cette décision fait suite à la décision de reporter les élections congolaises à la fin 2018 alors qu'elle devait se tenir fin 2016. En réponse, la RDC a envisagé des sanctions contre la Belgique.
La première raison résulte d'une déclaration du ministre belge Didier Reynders qui aurait critiqué la nomination de Bruno Tshibala à la fonction de Premier ministre de la république démocratique du Congo. Celui-ci provient en effet de l'opposition, ce qui serait contraire à l'accord de la Saint-Sylvestre selon la position belge qui estime donc que la transition politique ne dispose plus « du large soutien nécessaire ». Le ministre de la Défense de la RDC, Crispin Atama Tabe a, en réaction, suspendu la coopération militaire avec la Belgique, jugeant que Didier Reynders « a fait des critiques comme si [la RDC était] une province de la Belgique [...]. La RDC doit être reconnue comme un État souverain ».
La seconde raison en est notamment la place jouée par la Belgique dans les relations entre la république démocratique du Congo et l'Union européenne. En effet, l'ambassadeur de l'Union européenne en RDC est le Belge Bat Ouvry et l'ambassadeur de l'UE auprès de l'Union africaine est le Belge Koen Vevaeke. Ceux-ci sont menacés d'expulsions par la RDC.
En janvier 2018, la RDC signifie à Bruxelles sa volonté de fermer la Maison Schengen à Kinshasa.

## Sources

## Compléments